# Aramits
Aramits è un comune francese di 707 abitanti situato nel dipartimento dei Pirenei Atlantici nella regione della Nuova Aquitania. È capoluogo dell'omonimo cantone.

## Geografia

### Geografia fisica
Il territorio comunale è attraversato dai fiumi Vert, Mielle e Joos, affluenti della gave d'Oloron.

### Comuni limitrofi
- Esquiule ed Ance a nord
- Asasp-Arros ad est
- Barcus ad ovest
- Lanne-en-Barétous a sud-ovest
- Arette ed Issor a sud.

## Società

### Evoluzione demografica
Abitanti censiti